# 東田出入口
東田出入口（ひがしだでいりぐち）は、福岡県北九州市八幡東区にある北九州都市高速5号線の出入口である。本項では隣接する国道3号黒崎バイパスの東田ランプについても記述する。

## 概要
本線に合流した地点に本線料金所が設けられており、枝光出入口と東田出入口から進入した場合はここで通行料金を支払う。
2018年現在は大谷JCT方面のみのハーフインターチェンジであり、東田出入口から枝光出入口方面に向かうことは不可。
2012年9月30日に当出入口を介して北九州都市高速5号線と黒崎バイパスが直結された。将来的には、枝光出入口方面へのランプウェイも設けることで、北九州都市高速5号線・黒崎バイパス・都市計画道路戸畑枝光線を接続するジャンクションとしての機能を持たせる計画となっている。
黒崎バイパス・春の町ランプ橋工事のため、市道への出口は2019年7月5日 - 2020年5月31日の間、市道からの入口は2019年9月5日 - 2020年3月31日の間閉鎖されていた（期間中は、北九州都市高速5号線・黒崎バイパス相互の通行のみとなる）。

## 道路
- 北九州高速5号線

## 東田料金所

### 入口
- ブース数 : 2
  - ETC専用 : 1
  - 一般 : 1

開通当初は枝光出入口付近にあったが後に東田出入口との合流地点に移転した。

## 接続する道路
- 北九州市道
- 国道3号（黒崎バイパス）

## 隣
北九州高速5号線
(505)枝光出入口 - (506)東田出入口 - 東田料金所 - (409)大谷出入口 - (409)大谷JCT

## 東田ランプ（黒崎バイパス）
東田ランプ（ひがしだランプ）は、福岡県北九州市八幡東区にある国道3号（黒崎バイパス）のランプである。

### 道路
- 国道3号（黒崎バイパス）

### 接続する道路
- 北九州都市高速5号線（東田出入口）

一般道との接続は、なし

### 歴史
- 2012年9月30日 : 当ランプ - 前田ランプ間開通に伴い供用開始
- 2023年3月18日 : 春の町ランプ - 当ランプ間開通[3]

### 隣
黒崎バイパス
春の町ランプ - 東田ランプ - 前田ランプ

## 周辺
- コジマ×ビックカメラ八幡店
- 西日本産業衛生会八幡検診プラザ（北九州産業衛生診療所）
- ナフコ八幡東店
- ミスターマックス八幡東店
- スーパーセンタートライアル八幡東田店
- ホテルAZ北九州八幡店
- 九州日本信販 本社
- J:COM九州 北九州運営局
- 九州ヒューマンメディア創造センター
- 八幡駅（JR鹿児島本線）